# 클로뎃 밍크
클로뎃 밍크(영어: Claudette Mink, 1971년 4월 4일 ~ )는 캐나다의 배우이다. 

## 영화
- 스마트 쿠키 (2012년) - 에리카 역
- 하퍼의 섬 (2009년)
- 파이어하우스 독 (2007년)
- 더 버터플라이 (2007년) - 주디 라이언 역
- 레이디스 나잇 (2005년)
- 타마라 (2005년) - 쉐일라 역
- 나를 책임져, 알피 (2004년)
- 페이첵 (2003년)
- 살인 정원 2 (2001년)
- 일리언 7 (2001년)
- 탐정 스펜서 - 세러모니 (1993년)
- 죽음의 전사들 (1993년)